# Dorymyrmex fusculus
Dorymyrmex fusculus är en myrart som beskrevs av Santschi 1922. Dorymyrmex fusculus ingår i släktet Dorymyrmex och familjen myror. Inga underarter finns listade i Catalogue of Life.